# Passow (Mecklenburg)
Passow ist eine Gemeinde im Landkreis Ludwigslust-Parchim in Mecklenburg-Vorpommern (Deutschland). Sie wird vom Amt Eldenburg Lübz mit Sitz in der Stadt Lübz verwaltet.

## Geografie und Verkehr
Die Gemeinde liegt neun Kilometer südlich von Goldberg und etwa sechs Kilometer nördlich von Lübz. Südlich von Passow liegen der gleichnamige Passower See und die Müritz-Elde-Wasserstraße. Bei Weisin befindet sich der gleichnamige Weisiner See. Höchster Punkt des recht flachen Gemeindegebietes ist eine Anhöhe bei Brüz mit 80,5 m ü. NHN. Passow hat einen Bahnhof an der Bahnstrecke Parchim–Malchow. Züge fahren dort nur noch zu bestimmten Anlässen.

## Ortsteile
Zur Gemeinde gehören die Ortsteile Brüz, Charlottenhof, Passow, Unter Brüz, Weisin und Welzin sowie die Siedlung Neu Brüz.

## Geschichte

### Passow
Passow wurde am 11. November 1328 erstmals als Parsowe in der Verpfändungsurkunde der Eldenburg mit der Ture an die Lübzer Ritter von Plessen genannt. Der Name stammt vom altslawischen prah ab und deutet auf den slawischen Lokator hin, also Ort des Parš.
Das Dorf Passow war 1460 wieder Stammsitz des gleichnamigen Adelsgeschlechts von Passow, die das Dorf zu Beginn der Neuzeit konsequent seiner bäuerlichen Struktur beraubte und aus dem domanialen Verband löste. 1751 kam es zwischen dem Kloster Dobbertin und Nikolaus von Freyburg zu Passow wegen der Grenzen und Rechte beim Gut Passow zu einem Vergleich.
Ulrich Phillip von Behr-Negendank (1759–1817) erwarb 1797 das Gut Passow. Das Passower Gutshaus wurde 1830 für August Gustav Hortarius von Behr-Negendank (1809–1847) aufgemauert. Es ist kunstvoll von Giuseppe Anselmo Pellicia  mit figürlichen und architektonischen Motiven im pompejanischen Stil ausgemalt. Hans Jasper von Behr-Negendank veräußerte Passow 1931 an Franz Beese, der hier 1945 enteignet wurde. Seit 1990 befindet sich das Herrenhaus in Privatbesitz und wurde bis Dezember 2015 als Hotel genutzt.

### Brüz, Neu Brüz, Unter Brüz

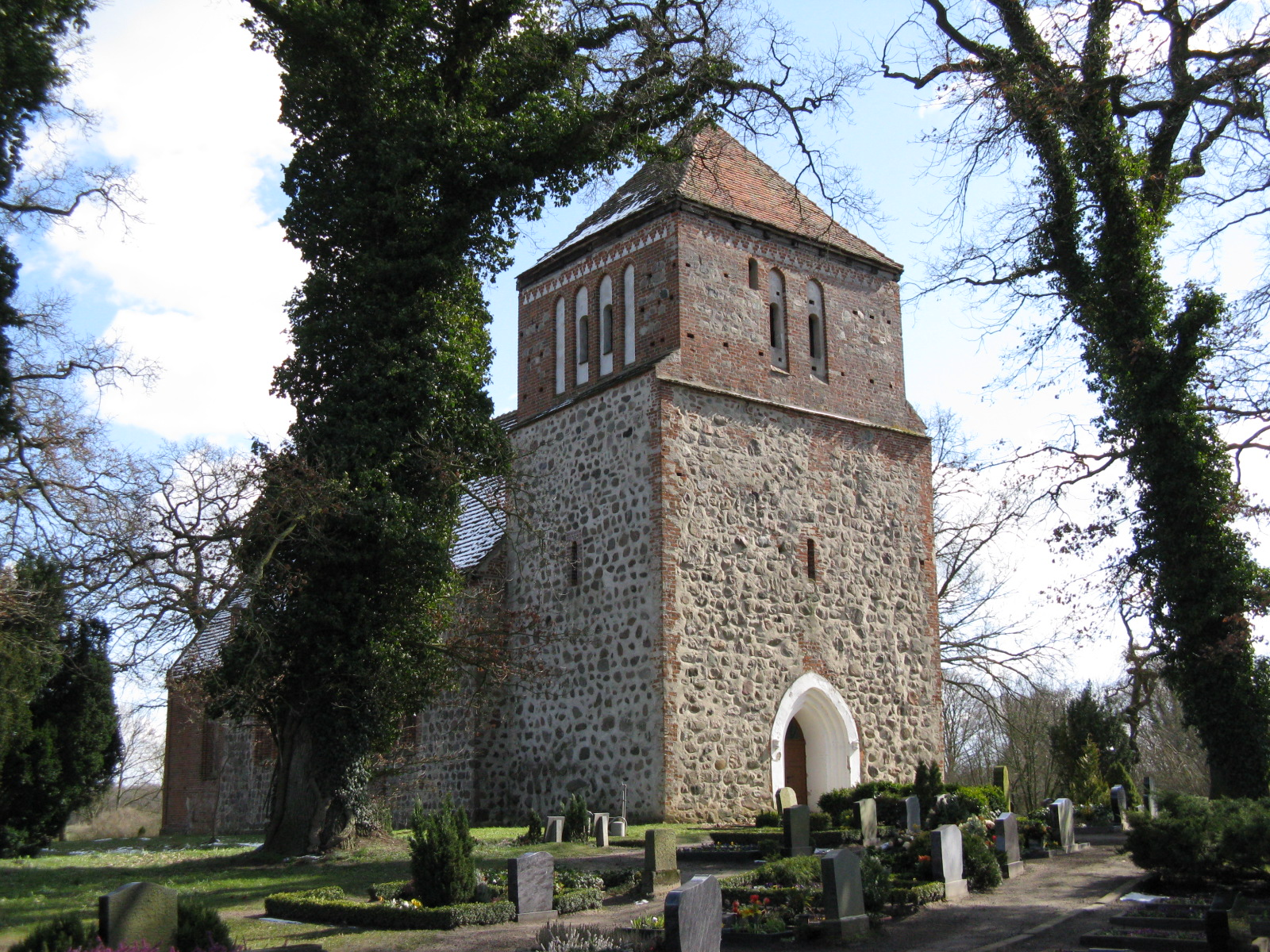
Dorfkirche in Unter Brüz (2008)

Der Ortsteil wurde im Jahr 1295 als Bruseuisz in einer Stiftungsurkunde erstmals urkundlich erwähnt. Der Name stammt vom altslawischen brusu für Stein ab. Unter Brüz gehörte dem hier ansässigen Ritter von Bruseuisz (von Brüsewitz). Wie lange die Familie hier gesessen hat, ist nicht belegt. Möglicherweise wurde der Ort im 15. Jahrhundert von den stammverwandten von Weltzien übernommen. Im Jahr 1486 ging das Dorf und Gut Brüz mit dem Kirchlehen und mit der halben Mühle zu Diestelow durch Verkauf zunächst an Wedige von Maltzahn auf Grubenhagen über. Der trat es 1491 an die mecklenburgischen Herzöge ab, die es mitsamt dem Kirchenpatronat bis 1711 behielten. Nach der Kaiserbede, einer Reichssteuer von 1496, lebten zu dieser Zeit in Brüz insgesamt 50 Personen. 1492 vertragen sich die Herzöge wieder mit Wedige von Maltzahn wegen Rodenmorer, dem hohen Gericht und Hundekorn. Dafür nahmen sie Brüz in der Vogtei Goldberg, dass vorher die Weltziens und Berckhanes besaßen.

Während des Dreißigjährigen Krieges wurde das Dorf 1643 zerstört und die Bewohner vertrieben. Im Visitationsprotokoll von 1649 ist zur Kirche zu lesen: 

„das gantze … gebeude, weiland 18 Jahre offen gestanden. Das pfarrhauß ist abgebrannt, und wonet der Pastor ietzo in Heinrich Lindenbecks pfarrkaten in Grambow. Die Scheune zu diesem Hause ist auch niedergefallen. Die Küsterey ist auch weg, …“

Durch Tauschvertrag kam Brüz 1711 an Jürgen Ernst von Petersdorf, der es schon nach einem halben Jahr an den Hauptmann Georg von Linstow auf Diestelow verkaufte. 1744 ging der gesamte Besitz an die von dem Knesebeck aus Mirow über. Nach dem Beichtkinderverzeichnis von 1751 lebten in Brüz wieder 99 Personen. Ab 1781 wechselten öfters die Besitzer. Zunächst besaß es Peter Franz von Normann, deren Name in einem Balken der Kirche verewigt ist. 1790 waren die Eigentümer von Meerheimb, 1796 von Reden, 1799 Ernst von Engel und 1803 von Flotow.
Im Jahre 1821 wurde Brüz durch einen Brand fast vollständig vernichtet. Das Dorf Unter Brüz hatte – außer Kirche, Schule, Pfarrgehöft – nur noch vier Häuser. Der Neuaufbau mit dem Gutshof erfolgte weiter südlich als Neu Brüz an der heutigen Chaussee. Das Gutshaus war ein verputzter Flügelbau von sieben Achsen mit zweigeschossigem Haupthaus und jeweils einachsigen, eingeschossigen Flügelanbauten. Das Haupthaus hatte ein flaches Walmdach, die Anbauten Satteldächer. Auf der Hofseite war die Freitreppe durch einen massiven Vorbau ersetzt worden. Nach einem Brand 1999 wurde das Gebäude abgebrochen.
Als weitere Besitzer von Brüz werden 1861 die von Schack, 1865 Barthold von Bassewitz und 1868 Hartwig von Preen genannt. 1881 Karl Luyken und ab 1895 übernahm Karl Herman Lipke den Besitz. Die Familie hatte die Wirtschaft bis zu ihrer Enteignung nach Kriegsende 1945 geführt.
Am 1. Januar 1951 wurde die bisher eigenständige Gemeinde Brüz nach Passow eingemeindet.

### Welzin
Der Ortsteil wurde im Jahr 1373 urkundlich genannt. Der Name stammt vom slawischen Lokator Volča (Wolf, Wolfsgrube) ab, also  Ort des Volča. Diesen Namen brachten die von Weltzien aus der Grafschaft Schwerin mit. Zu den Gründungen im Schweriner Raum gehören neben Groß und Klein Welzin auch Grambow. Die von Weltzien begründeten den hiesigen Ort mit ihrem Familiennamen als Rittersitz, erhielten die hohe und niedere Gerichtsbarkeit und richteten eine Kapelle ein, die wohl erst zu Brüz, dann ab 1267 zu Benthen gehörte.
Welzin lag etwa in der Mitte zwischen Benthen, Brüz und Passow. Mit den vererbten Ländereien der mit ihnen Verwandten von Brüsewitz in Brüz, Grambow und Benthen an die von Weltzien kam es zu Fehden und Auseinandersetzungen mit den von Passow auf Passow. Um 1410 verlegten von Weltzien ihren Wohnsitz in die durch Wasser geschützte Burg in Weisin und verkauften nach dem Dreißigjährigen Krieg ihren letzten Hof 1694 in Weltzin. Herzog Heinrich von Mecklenburg verpfändete am 5. November 1447 das Hochgericht über vier Hufen und elf Katen in Weltzin an das Kloster Dobbertin, vertreten durch den Propst Nicolaus Behringer und Priorin Anna Wamkowen.
Nach Einigung über die Zuordnung der Dörfer zwischen den von Weltzien und von Passow Mitte des 16. Jahrhunderts wurde das Gut Welzin von Passow aus mit bewirtschaftet. Nach dem Tod von Cord von Passow kaufte 1672 Daniel von Koppelow den gesamten Besitz. 1686 übernahm der 1665 Lübecker Bürger gewordene Weinhändler Cord Schlottmann mit seinem ältesten Sohn Niclas neben Welzin auch das Gut in Passow. Sein Großvater war als Junge Tagelöhner in Passow und hatte als Schließvogt (Nachtwächter) auf dem Gut gearbeitet. Sohn Niclas heiratete als Bürgerlicher um 1699 die adelige Jungfrau Christina Hedwig von Barner aus dem Kloster Dobbertin. Durch Beziehungen zum Herzog Carl Leopold von Mecklenburg bekam er 1703 den Adelstitel (Schlottmann) von Freyburg, der später mit kaiserlicher Zustimmung in von Freyburg umgewandelt wurde.
1755 kaufte Nicolaus Christoffer von Weltzien auf Grabow das Gut Welzin von Hartwig Cord Valentin Schlottmann von Freyburg zurück und behielt es bis 1796. Danach wurde es an Philipp von Behr-Negendank verkauft, Heino Friedrich von Behr-Negendank verkaufte Welzin 1931 an die Mecklenburgische Siedlungsgesellschaft. Bis 1933 wurden Bauernstellen von zehn und dreißig Hektar geschaffen. Mit Kriegsende kamen Heimatvertriebene ins Dorf, die notdürftig Unterkunft fanden.
Am 1. Juli 1950 wurde Welzin eingemeindet.
Ab 1954 kam es zur Bildung der LPG Typ III und 1955 noch zu einer LPG Typ I., die 1961 zum Typ I. Fritz Reuter vereinigt wurden. Seit 1991 werden die Ländereien von der Passower Agrargenossenschaft bewirtschaftet.

### Weisin

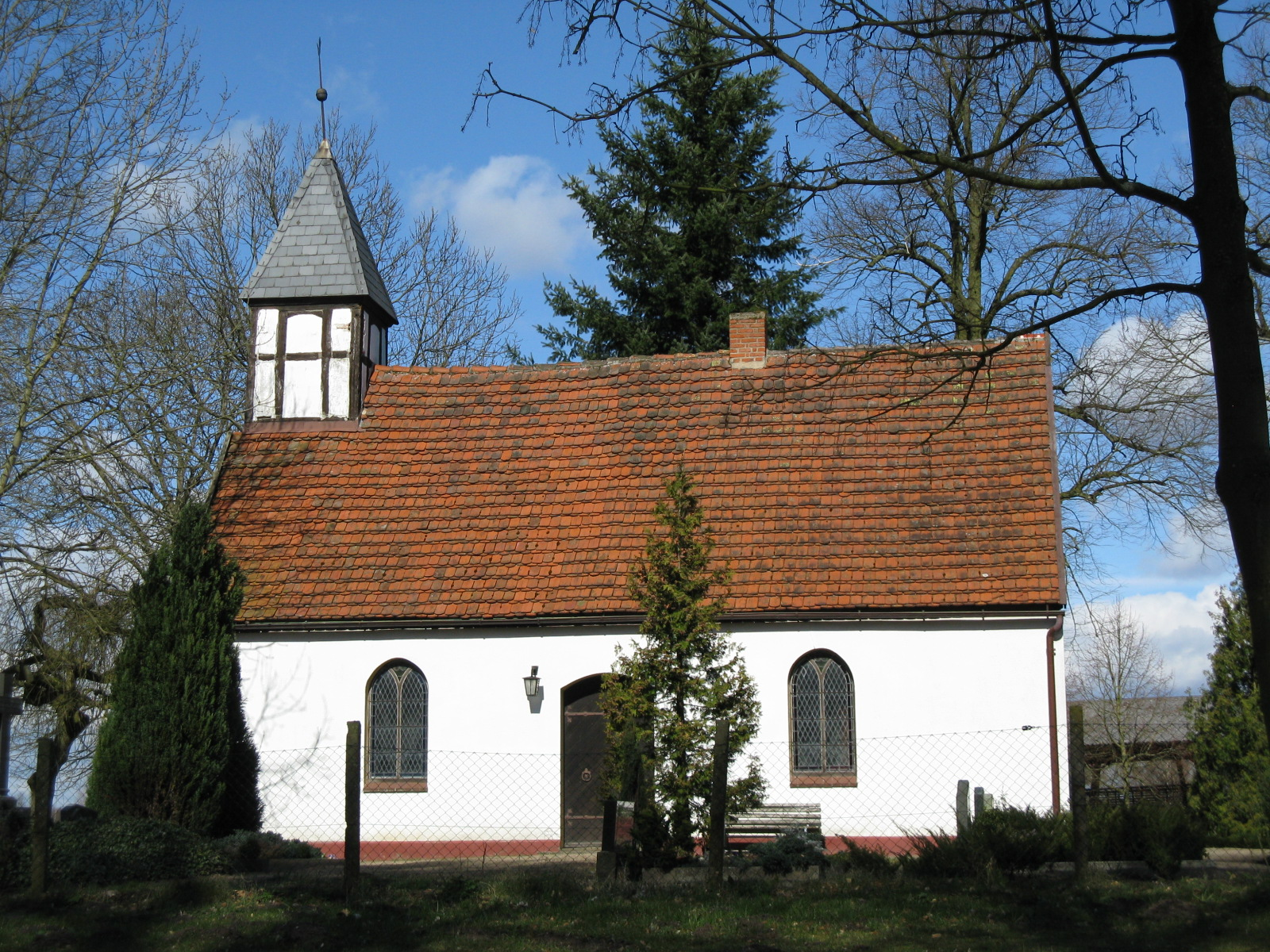
Dorfkirche in Weisin (2008)

Der Ortsteil wurde erstmals urkundlich 1235 erwähnt, als Bischof Brunward von Schwerin das Dorf der Pfarre zu Kuppentin überwiesen hatte. Mit Johannis de Weisin wurde auch ein Personenname genannt. Dessen Sohn Gerhardus trat 1285 als Zeuge auf, was Urkunden belegen.
Der Ortsname Weisin ist wendischen Ursprungs und bedeutet Vysina (Anhöhe), auch Hügelort. Weisin wurde auch mit Der weltzin Behausung zu Weißin in Verbindung gebracht.
Wann Weisin dem Sprengel in Kuppentin entzogen und zur Kirche in Benthen gelegt wurde, ist nicht bekannt. Neben den von Lobeck und von Dessin erwarben um 1370 auch die Herren von Weltzien erste Einkünfte und Besitzanteile an Weisin.
Von 1509 bis 1701 saßen die von Weltzien ununterbrochen in Weisin und auf der Wasserburg. 1616 hatte Balthasar von Passow auf Zidderich Streit um die Jagdrechte mit den vom Weltzien auf Weisin. 1636 gab es zwei bewohnte Höfe in Weisin, die von Vicke Barner und vom Regimentsquartiermeister Johann Albrecht von Aschwitz bewohnt wurden. Die Wasserburg brannte 1687 wahrscheinlich durch Blitzschlag ab, dabei kam Hese von Weltzin im Alter von 48 Jahren ums Leben. Seit 1490 hatten die von Weltzien ihren Wohnsitz auf der durch Wasser geschützten Burg. Der Hügel im Park wird Borgsäd genannt. Von der Burg ist heute nichts mehr erhalten. Auf einer Karte von 1540 hat der Maler Ciriacus Oswald sieben Gebäude eingezeichnet. Zu sehen sind ein großes und ein kleineres Wohnhaus, eine Scheune, drei kleine Nebengebäude und ein weiteres Haus mit einem langen Schornstein. Das könnte ein Brauhaus oder Backhaus gewesen sein. Alle Gebäude waren durch einen Erdwall und mit einem Palisadenzaun geschützt und wurden von der Elde umflossen.
Schon 1689 wurde durch Gerd Friedrich von Weltzien auf dem 1590 weiter östlich angelegten Gutshof ein neues Herrenhaus errichtet. 1701 verpfändete Hauptmann Gerd Friedrich von Weltzien das Gut.
Besitzerfolge des Gutes:
- 1533 Balthasar und Joachim von Weltzien
- 1573 Jaspar und Heinrich von Weltzien
- 1593 Baltzer von Weltzien
- 1610 Johann Adeloff Friedrich von Weltzien
- 1701 Hauptmann Gerd Friedrich von Weltzien
- 1702 Sigmund Friedrich von Restorff
- 1733 Johann Bernhard von Stralendorff
- 1753 Hauptmann Hans Christoph von Rieben
- 1782 Major Gerhard von Levetzow
- 1783 Simon Peter und Christian Langfeldt
- 1819 Generalmajor Johann Caspar von Boddien
- 1837 Johann Friedrich Hofschläger
- 1870 Peter Godeffroy (1847–1911)
- 1904 Kammerherr Dr. jur. Arnold Woldemar von Frege-Weltzien (Abnauendorf bei Leipzig)
- 1917 Alfred und Ehrenfried von Wolffersdorf[17]

Ab 1838 gab es bis zum Ende des Zweiten Weltkrieges in Weisin eine Stammschäferei. Gehalten wurden aus Spanien eingeführte Merinoschafe, die nach Hamburg getrieben und von dort mit dem Segelschiff nach Australien in das Gebiet von Adelaide gebracht wurden. 1925 erhielt Weisin elektrische Beleuchtung durch eine Leitung zum Kraftwerk an der Bobziner Schleuse. 1928 umfasste das Allodialgut Weisin, welches in einem Familienfideikommiss gebunden war, etwa 561 ha, der Waldbesitz davon beinhaltete 18 ha. Kern des Gutsbetriebes umschloos die große Schafsviehwirtschaft mit 560 Tieren in den Ställen. das Gut stand in Pacht bei Inspektor Major d. R. a. D. B. Berckemeyer. Das Gutshaus diente ab 1940 als Lazarett und Unterkunft für bis zu 80 Flüchtlinge und Vertriebene. Ab 1954 waren im Gutshaus neben Wohnungen und einem Kindergarten im Ostflügel noch eine Konsum-Verkaufsstelle untergebracht worden. Ab 1998 gehörte das Gutshaus der Gemeinde Passow und ist ab 2000 in Privatbesitz. Das Gutshaus mit kleinem Park liegt direkt an der Elde.
Am 1. Juli 1950 wurde Weisin eingemeindet.
Im Oktober 1952 gründete man die erste LPG, die als Clara Zetkin bald von Typ I in Typ III umgewandelt und mit der LPG Seefeld Charlottenhof vereinigt wurde. Nach der politischen Wende werden die Weisiner Ländereien von der Passower Agrargenossenschaft bewirtschaftet.

## Politik

### Gemeindevertretung und Bürgermeister
Der Gemeinderat besteht (inkl. Bürgermeisterin) aus 8 Mitgliedern. Die Wahl zum Gemeinderat am 26. Mai 2019 hatte folgende Ergebnisse:
| Partei/Bewerber             | Prozent | Sitze |
| --------------------------- | ------- | ----- |
| Wählergruppe Wir für Passow | 85,81   | 7     |
| Einzelbewerber Urbschat     | 14,19   | 1     |

Bürgermeisterin der Gemeinde ist Barbara Schrul, sie wurde mit 80,05 % der Stimmen gewählt.

### Wappen, Flagge, Dienstsiegel
Die Gemeinde verfügt über kein amtlich genehmigtes Hoheitszeichen, weder Wappen noch Flagge. Als Dienstsiegel wird das kleine Landessiegel mit dem Wappenbild des Landesteils Mecklenburg geführt. Es zeigt einen hersehenden Stierkopf mit abgerissenem Halsfell und Krone und der Umschrift „GEMEINDE PASSOW“.

## Sehenswürdigkeiten

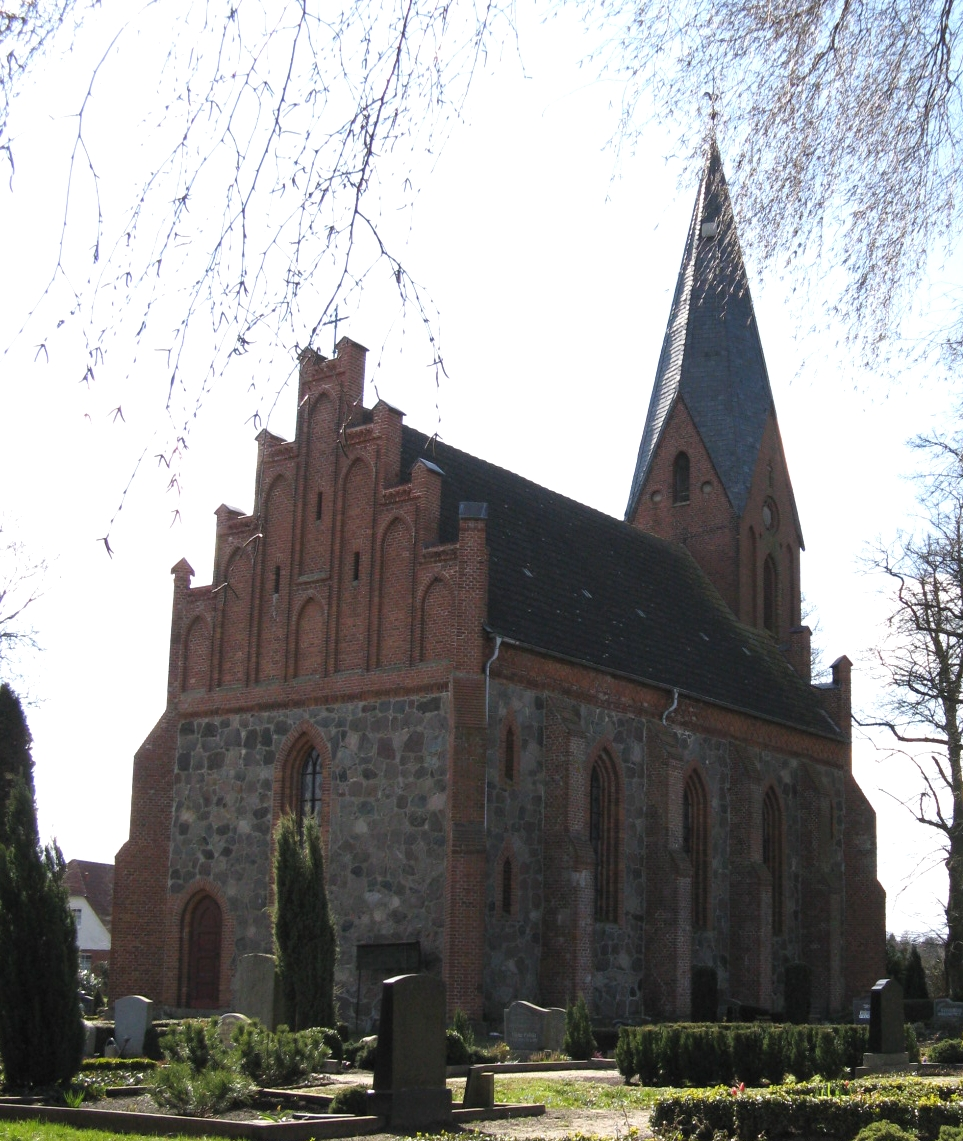
Dorfkirche in Passow

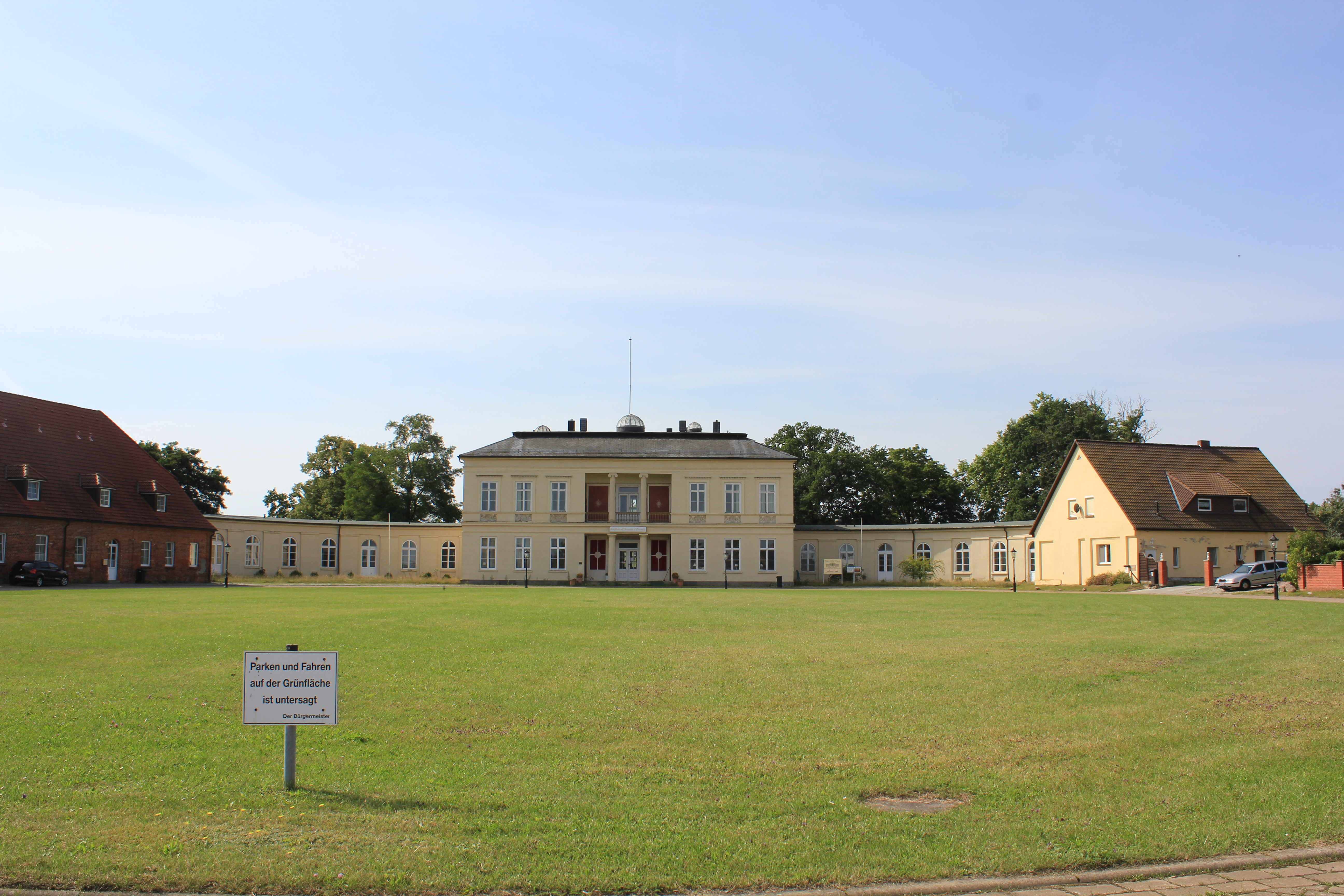
Gutshaus Passow

- klassizistisches Herrenhaus in Passow, Putzbau von zwei Geschossen mit flachem Walmdach, 1830 für Horatius von Behr-Negendank über vermutlich barocken Gewölbekellern errichtet, reiche spätklassizistische Ausmalung mit Motiven im pompejanischen Stil durch Giuseppe Anselmo Pellicia, 1959/60 restauriert, Gartenfassade nach 1970 durch Anbauten erheblich beeinträchtigt, 2000 zum Hotel umgebaut
- Dorfkirche Passow, 1866–1868 durch Theodor Krüger erbaut.
- Dorfkirche Unter Brüz
- Dorfkirche Weisin
- Gutspark und Gutshaus in Weisin

## Persönlichkeiten
Persönlichkeiten der Gemeinden
- Carl Moltmann (* 23. September 1884 in Brüz; † 5. Februar 1960 in Schwerin), seit 1902 Mitglied der SPD, im Landesvorstand und Reichstag, Direktor des Arbeitsamtes Schwerin, 1945 Vors. SPD-Ortsgruppe Schwerin, Landesvorstand SED, bis 1952 Landtagspräsident

### Gedruckte Quellen
- Mecklenburgisches Urkundenbuch (MUB)
- Mecklenburgische Jahrbücher (MJB)

### Ungedruckte Quellen
- Landeshauptarchiv Schwerin (LHAS)
  - LHAS 1.5-4/3 Urkunden Kloster Dobbertin
  - LHAS 3.2-3/1 Landeskloster Dobbertin
  - LHAS 3.2-3/2 Landeskloster Malchow
  - LHAS 5.12-4/3 Ministerium für Landwirtschaft, Domänen und Forsten, Abt. Siedlungsamt
  - LHAS 9.1-1 Reichskammergericht Prozeßakten 1495–1806.